# Рафаел (архангел)
Рафаел (на иврит: רפאל – „Господ изцелява“) е един от седемте свети архангели. В християнството и юдаизма е могъщ лечител на физическите болести и страдания както на хората, така и на животни. В Библията е споменат във второканоничата Книга на Товит (3:16; 12:12 – 15).